# Lucia Berciu
Lucia Berciu (n. 1916, Piatra Neamț, județul Neamț - d. 2011, București) a fost o profesoară universitară, lingvistă, traducătoare și autoare de manuale română, cunoscută pentru contribuțiile sale în domeniul pedagogiei studiului limbii germane.

## Biografie
Elena Lucia Berciu (născută Petrovici) s-a născut în județul Neamț, România, într-o familie de intelectuali care a inclus printre veri pe omul de știință Viorica Mărâi și pe pictorul Ioan Atanasiu Delamare. A fost soția istoricului și arheologului academician Dumitru Berciu și mama profesorului universitar și sociologului Rodica Tanțău, și a profesorului universitar și istoricului Adina Berciu-Drăghicescu. Tatăl ei a fost dirigintele poștei din orașul Cernăuți.
Lucia Berciu a absolvit în 1934 cursurile liceale la Școala de Fete nr. 1 din Cernăuți, apoi a urmat studii la Universitatea din Cernăuți, unde cursurile erau predate în acea vreme în limba germană. A absolvit studiile universitare cu o diplomă în filosofie și litere, cu specializare în limba germană, în istoria românilor, și în franceză ca limbă secundară. Între anii 1941 și 1942 a urmat cursuri de specializare în pedagogie la Seminarul Pedagogic al Universității din București, absolvind cu o diplomă de specializare în practică pedagogică în limba germană și în franceză ca limbă secundară. În 1953 a obținut diploma de doctor în filosofie și litere din partea Universității din București.
În 1944 a devenit asistent universitar la Facultatea de Comerț, astăzi Facultatea de Business și Turism, a Academiei de Studii Economice din București. În anul 1952 a devenit primul membru al catedrei de limbi germanice a facultății. A urcat treptat în ierarhia universitară: lector (1953), conferențiar (1969) și profesor (1977). Începând din 1968 și până în 1976 a fost șefa Catedrei de Limba Germană. A ieșit la pensie în 1979, devenind profesor consultant. A lucrat ca traducătoare și autoare de manuale universitare până la sfârșitul secolului al XX-lea.
A decedat în 2011 la București.

## Activitate lingvistică
În 1953 Lucia Berciu și-a susținut „cum laude” teza de doctorat asupra operelor scriitorului romantic german Clemens Brentano, obținând diploma de doctor în filosofie și litere la Universitatea din București. Comisia de doctorat a fost alcătuită din academicianul dr. filolog Iorgu Iordan, academicianul Tudor Vianu, academicianul Constantin Balmuș, profesorul dr. Mircea Florian și profesorul Jean Livescu.
În 1968 Universitatea Johann Wolfgang Goethe din Frankfurt i-a decernat o diplomă de specializare ca profesor de limba germană, rezultatul unei burse de studii DAAD (Deutscher Akademischer Austauschdienst), acordată de asociația DAAD a institutelor de studii superioare din Germania. De asemenea, a mai obținut burse DAAD cu durată de 1-3 luni pentru cursuri de specializare la Londra (1972), Leipzig (1973), Sonnenberg (1978), Leipzig (1983), Nürnberg (1983) și Budapesta (1984). Începând din 1973 a fost, de asemenea, membru al Sonnenberg International Association, o organizație educațională nonguvernamentală.
În 1970 a scris și publicat primul manual român de Corespondență comercială în limba germană (cu și fără profesor), care datorită utilității sale a fost, în timp, publicat de mai multe ori. A fost, de asemenea, autoarea mai multor manuale de germană de specialitate, inclusiv Limba și corespondența comercială germană și Limba germană pentru studenți.